# Lukas Staier
Lukas Staier (* 2. Juni 1989 in Zell am Harmersbach), bekannt als Cossu, ist ein deutscher Comedian, Rapper, Schauspieler und Content-Creator.

## Leben
Staier wuchs im badischen Haslach im Kinzigtal auf. Seine Mutter ist Deutsche, sein Vater, den Staier jedoch nie kennenlernte, stammt aus dem Kongo.
Schon früh beschäftigte er sich mit Musik, Comedy und Dialekten. Nach dem Realschulabschluss und Abitur studierte Staier Sport, Deutsch und Geografie auf Lehramt an der Universität Heidelberg, das Studium schloss er ab.
Staier arbeitete mehrere Jahre als Lehrer und Erzieher an einer Grundschule in Stuttgart, unterrichtete während der Coronazeit und betreute auch nach seinem Mediendurchbruch weiterhin eine Klasse.
Ende 2024 zog Staier zurück nach Baden, lebt heute in Freiburg und ist Fan des SC Freiburg.

## Karriere

### Comedy und Social Media
Cossu wurde durch kurze Comedy-Clips auf TikTok und Instagram bekannt, in denen er das Leben im Schwarzwald und badische Dialekte thematisiert. Sein Format „In Germany we don’t say“ machte ihn deutschlandweit bekannt. Vor allem während der Corona-Pandemie gewannen seine Mundart-Videos viral Millionen Reichweite. Heute folgen ihm allein auf Instagram über 400.000 Menschen.

### Musik
Staier begann seine Karriere ursprünglich als Rapper. Unter dem Namen Cossu veröffentlichte er diverse Songs, darunter „Schwarzwaldvibe“, „Magnet“ und „Ich bin George Floyd“. In seiner Musik verbindet er badische Kultur, soziale Themen und Rap-Elemente. Sein Song „Ich bin George Floyd“ setzte sich kritisch mit Rassismus auseinander.

### Schauspiel
Cossu ist seit mehreren Jahren als Schauspieler in verschiedenen Fernsehproduktionen aktiv. Zu seinen Rollen zählen Auftritte in den Serien Tschappel (ZDF, seit 2025, Rolle Andi), Kennt Jeder! SWR Sketch-Comedy (2022–2024), SAT.1 Comedy Märchenstunde (2021) sowie Teilnahme an TV-Shows wie Darf er das? (Chris Tall, RTL) und Verstehen Sie Spaß?.

### Bücher
2024 veröffentlichte Staier das Buch We are the Germans: Meine (fast wahre) Irrfahrt durch die Republik | Ein fantastischer Roadtrip durch unser buntes Heimatland vom bekannten Schwarzwälder Comedian über deutsche Eigenarten und Dialekte.

## Stil und Themen
Cossu ist bekannt für seinen kreativen Umgang mit badischem Dialekt, seine humorvolle Auseinandersetzung mit Herkunft, Klischees und Heimat sowie gesellschaftliche Themen wie Rassismus und Integration.